# Lefebure
Lefebure was een Zuid-Nederlandse adellijke familie uit Oudenaarde.

## Geschiedenis
- In 1740 werd Marguerite van den Kerckhove dite van der Varent als weduwe van Michel Lefebure bevestigd in de erfelijke adel.
- Louis-Henri Lefebure, heer van Ter Beken en van Hofdriessche was een zoon van voornoemden en trouwde met Marie-Catherine Vincent. Ze waren de ouders van de hierna genoemden.

## Jacques Lefebure
Jacques François Lefebure (Kwaremont, 14 maart 1763 - Oudenaarde, 14 september 1839), licentiaat in de rechten, advocaat en schepen van Oudenaarde werd in 1824 erkend in de erfelijke adel onder het Verenigd Koninkrijk der Nederlanden. Hij trouwde in 1787 met Isabelle Roelandts (1752-1833). Het echtpaar bleef kinderloos.

## Pierre Lefebure
- Pierre Henry Lefebure (Kwaremont, 5 juni 1765 - Gent, 17 juli 1844), schepen van Oudenaarde, werd in 1824, met zijn broer, in de erfelijke adel erkend. Hij trouwde in 1807 met Marie-Brigitte D'hont (1784-1839). Ze kregen acht kinderen.
  - Philogène Lefebure (1813-1882) trouwde in 1841 met Marie-Thérèse Stoppelaere (1815-1882). Ze kregen vijf kinderen.
  - Valentin-Julien Lefebure (1819-1885) trouwde in 1841 met Francisca Sneyer (° 1824).

De familie Lefebure doofde uit in het midden van de negentiende eeuw.